# Слейтон (город, Миннесота)
Слейтон (англ. Slayton) — город в округе Марри, штат Миннесота, США. На площади 4,6 км² (4,6 км² — суша, водоёмов нет), согласно переписи 2002 года, проживают 2072 человека. Плотность населения составляет 449,2 чел./км².
- Телефонный код города — 507
- Почтовый индекс — 56172
- FIPS-код города — 27-60808[1]
- GNIS-идентификатор — 0652147[2]